# حسين المصري

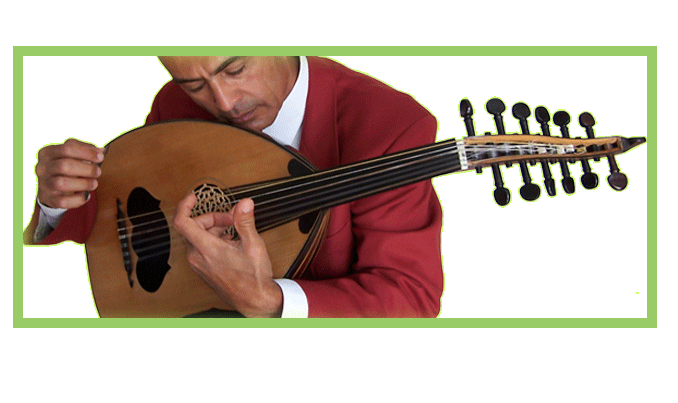
حسين المصري

## حسين المصرى المؤلف الموسيقى
ولد حسين المصري في القاهرة عام 1952 وتخرج من المعهد العالي للموسيقى العربية عام 1975 قسم التأليف الموسيقى. على يد الأساتذة شعبان أبوالسعد، يوسف السيسى، عبد الحليم نويره، عزيز الشوان، محمود كامل. هاجر إلى فرنسا عام 1977 وأستقر بمدينة باريس التي كانت بداية مشواره الفني، فقد تخطت سمعته حدود بلاده فقدم العديد من الحفلات ألموسيقيه على مسارح فرنسا وأوروبا والدول العربية.
إن حسين المصري ليس فقط عازف عود محترف ولكنه أيضا مبدع، فقد أطلقت عليه الصحافة الفرنسية لقب  صاحب الأصابع الذهبية  وكتبت عنه جريدة لومتان حسين المصري ألحانه رحلة في التاريخ 00فى عراقة ألأهرام وعظمة نهر النيل.. فهو فنان في داخله العشق والحنين أما صحيفة الليبراسيون فقد كتبت عنه بفضل آلة العود الشرقية الرائعة استطاع الفنان الشاب حسين المصري أن يجمع الإيقاع والموسيقى العربية مضيفا إليهم التجديد والابتكار.
قدم حسين المصري العود بإمكانيات حديثه ومتطورة فوضع مؤلفات للعود في شكل جديد
من نوعه وذلك بمزج، <"العود والسيتارالهندي">http://www.citedelamusiquelive.tv/Concert/0241153.html</ref> العود مع العود الأوربي، العود مع الجيتار. كل هذه التجارب والخبرات
تؤكد بأن الموسيقى ليست لها حدود، فالفنان هو المجدد والمبدع للآلة الموسيقية التي يستخدمها.
مؤلفات حسين المصري تنتمي في جذورها إلى الدراسات السابقة لتراث الموسيقى الشرقية فهوأول من أعطى حفل موسيقى كامل للمرة الأولى على آلة العود بالمركز المصري للتعاون الثقافي الدولي بالقاهرة بدعوة من د/ يوسف شوقي عام 1980، وأول من أعطى كونشرتو للعود والاوركسترا بقيادة المايسترو حان جاك فرنر بمبنى الإذاعة الفرنسية عام 1994 بعد أن عرض هذا العمل على وزير الثقافة السابق فاروق حسنى ولم يلقى منه أي ترحيب.

## مؤلفاته
صدرت له العديد من الأسطوانات ألموسيقيه منها
```
بلاد الجنوب،
عواطف مصرية
```

، ريسيتال،
```
ليالي الشرق،
ذكريات،
يافل يا،
زجل،
وآدى الملوك، 
```

رقيتك،
```
قطا يف،
رحَال،
بين النيل والجانج،
الوحدة،
فيضان النيل،
رمال الصحراء.
```